# 429032 Sebvonhoerner
429032 Sebvonhoerner è un asteroide della fascia principale. Scoperto nel 2009, presenta un'orbita caratterizzata da un semiasse maggiore pari a 3,0820232 UA e da un'eccentricità di 0,1359593, inclinata di 10,06440° rispetto all'eclittica.